# Thlypopsis
Thlypopsis es un género de ave paseriformes de la familia Thraupidae que agrupa a ocho especies nativas de los bosques y selvas del norte y centro de América del Sur. Son denominadas comúnmente como tangaras, y también fruteros, fruteritos o zarceritos, entre otros. Dos especies, antes colocadas en los géneros Hemispingus y Pyrrhocoma fueron incorporadas al presente en el año 2016.

## Distribución y hábitat

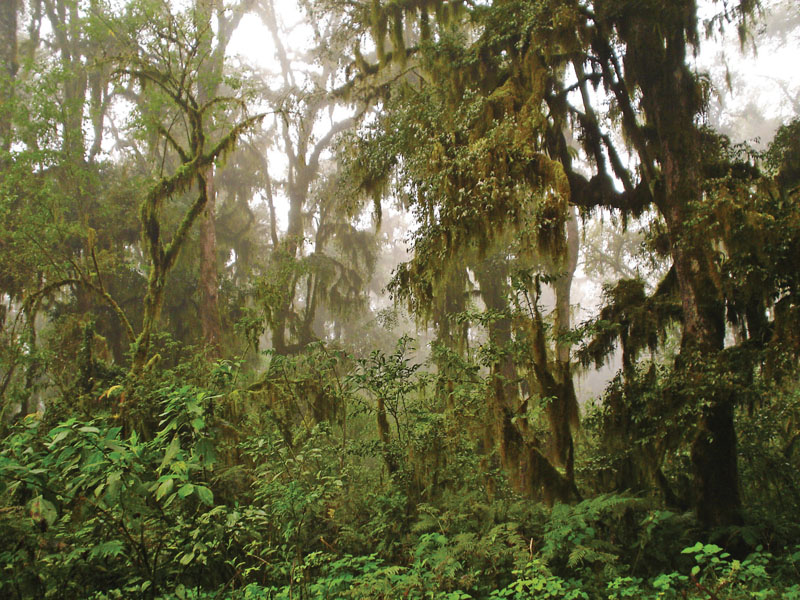
Vegetación yungueña en Salta, en el noroeste de la Argentina; uno de los hábitats en que vive este género.

Las especies de este género se distribuyen desde el norte de Colombia y noroeste de Venezuela, hacia el sur, la mayoría a lo largo de regiones andinas orientales, por Ecuador, Perú, Bolivia, Paraguay y por gran parte de Brasil (donde prácticamente ausentes de la cuenca amazónica), hasta el noroeste y noreste de la Argentina, llegando por el sur hasta las riberas del río Paraná medio, e incluso raramente más al sur, hasta el delta inferior del río Paraná. No hay registros aún en localidades de Uruguay. Habitan en selvas, bosques, y arbustales húmedos, tanto de llanura como en altitudes elevadas.

## Etimología
El nombre genérico femenino «Thlypopsis» se compone de las palabras griegas «thlupis»: pequeño pájaro desconocido, tal vez un pinzón o curruca, y «opsis»: con apariencia, que se parece.

## Características
Las aves de este género son pequeños tráupidos, parecidos con reinitas (Parulidae), de picos cortos, midiendo entre 12,5 y 14 cm de longitud, que exhiben contrastantes cabezas de color rufo o rufo anaranjado. La mayoría de las especies habita en bosques andinos y áreas arbustivas, uno en tierras más bajas (T. sordida) y uno en la Mata Atlántica (T. pyrrhocoma).

## Taxonomía
En los años 2010, publicaciones de filogenias completas de grandes conjuntos de especies de la familia Thraupidae basadas en muestreos genéticos, permitieron comprobar que las especies antes denominadas Pyrrhocoma ruficeps —en un género monotípico— y Hemispingus superciliaris, estaban profundamente embutidas en un clado integrado por todas las especies de Thlypopsis, por lo que se sugirió la transferencia de ambas al presente género. Como el epíteto ruficeps ya estaba pre-ocupado por la especie Thlypopsis ruficeps, Burns et al. (2016) sugirieron un nuevo nombre T. pyrrhocoma, una propuesta lógica preservando la conexión al género Pyrrhocoma, que se volvió un sinónimo del presente. Adicionalmente, Hemispingus superciliaris, era la especie tipo de su género Hemispingus, por lo que este también se volvió un sinónimo del presente. La inclusión de las dos especies fue aprobada en la Propuesta N° 730.11 al Comité de Clasificación de Sudamérica (SACC).
Las relaciones con otros géneros son complejas, pero Thlypopsis está hermanado con Sphenopsis, y el par formado por ambos está próximo a dos clados, uno formado por el género Kleinothraupis, y el otro por Castanozoster, Donacospiza, Cypsnagra, Poospizopsis, Urothraupis, Nephelornis y Microspingus, todos en una subfamilia Poospizinae.

## Lista de especies
Según las clasificaciones del Congreso Ornitológico Internacional (IOC) y Clements Checklist v.2019, el género agrupa a las siguientes especies con el respectivo nombre popular de acuerdo con la Sociedad Española de Ornitología (SEO):
| Imagen | Nombre científico        | Autor                          | Nombre común          | EC (*) |
| ------ | ------------------------ | ------------------------------ | --------------------- | ------ |
|        | Thlypopsis sordida       | (d'Orbigny & Lafresnaye, 1837) | tangara cabecinaranja | LC     |
|        | Thlypopsis inornata      | (Taczanowski, 1879)            | tangara sencilla      | LC     |
|        | Thlypopsis fulviceps     | Cabanis, 1851                  | tangara cabecifulva   | LC     |
|        | Thlypopsis pyrrhocoma    | Burns, Unitt & Mason           | tangara pioró         | LC     |
|        | Thlypopsis ruficeps      | (d'Orbigny & Lafresnaye, 1837) | tangara alisera       | LC     |
|        | Thlypopsis superciliaris | (Lafresnaye, 1840)             | hemispingo cejudo     | LC     |
|        | Thlypopsis ornata        | (P.L. Sclater, 1859)           | tangara pechicanela   | LC     |
|        | Thlypopsis pectoralis    | (Taczanowski, 1884)            | tangara pectoral      | LC     |

(*) Estado de conservación